# Sidste Ambulance
Sidste Ambulance var et dansk orkester, der var aktive fra 2003 til 2007. Bandet bestod af Bjarke Helmø, Thorbjørn Nyander Poulsen, Andreas Pallisgaard Hansen og Anders Danielsen, og gruppen anvendte både traditionelle rockinstrumenter, elektronisk programmering og også cello eller banjo.
I 2005 vandt Sidste Ambulance Starfighters-talentkonkurrencen på Skanderborg Festivalen, og deres første singleudspil "Når jeg dør" var i starten af året ugens uundgåelige på P3.
Sidste Ambulance har tidligere udsendt ep'erne Sidste Ambulance og Med Hånden På Skulderen. Deres eneste album Vandrer Hjem, var produceret af Henrik Balling.

## Diskografi
- 2004: Sidste Ambulance EP
- 2005: Med hånden på skulderen EP
- 2006: Vandrer Hjem